# Charlie Brown Jr.
Charlie Brown Jr. fue una banda de rock de Brasil formada en Santos en el año de 1992. Todos los miembros de la banda son naturales de la ciudad de Santos, excepto el vocalista Chorão, natural de São Paulo. Sus principales influencias eran el punk, el ska, el rap y el rock.
Tras la muerte de Chorão, por sobredosis en 2013, los miembros restantes de la banda decidieron finalizar el grupo, puesto que consideraban a Chorão como el alma de la misma. Los miembros restantes fundaron la secuela de Charlie Brown Jr, que de ahora en adelante pasa a llamarse A Banca. Champignon asume el papel de vocalista y líder, permitiendo el ingreso de Lena en el bajo. Posteriormente, el 9 de septiembre de 2013, el proyecto se termina por la muerte de Champignon, quien fue encontrado muerto, probablemente por suicidio, en su hogar, luego de haber peleado con su esposa en un restaurante.
En la canción "Pontes indestrutíveis" hace una referencia al paraíso perdido.

## Miembros

### Última formación
- Chorão: vocal (1992-2013)
- Champignon: bajo (1992-2005; 2011-2013)
- Marcão: guitarra (1992-2005; 2011-2013)
- Thiago Castanho: guitarra (1992-2001; 2005-2013)
- Bruno Graveto: batería (2008-2013)

### Otros miembros
- Renato Pelado: batería (1992-2005)
- Pinguim: batería (2005-2008)
- Heitor Gomes: bajo (2005-2011)

## Discografía

### Álbumes de estudio
- (1997) Transpiração Contínua Prolongada
- (1999) Preço Curto... Prazo Longo
- (2000) Nadando com os Tubarões
- (2001) Abalando a Sua Fábrica
- (2002) Bocas Ordinárias
- (2004) Tamo Aí Na Atividade
- (2005) Imunidade Musical
- (2007) Ritmo, Ritual e Responsa
- (2009) Camisa 10 Joga Bola Até Na Chuva
- (2013) La Familia 013

### Álbumes en Vivo
- (2003) Acústico MTV
- (2012) Música Popular Caiçara
- (2021) Chegou Quem Faltava

### DVDs
- (2002) Charlie Brown Jr. ao Vivo
- (2003) Acústico MTV: Charlie Brown Jr.
- (2004) Na Estrada 2003-2004
- (2005) Skate Vibration
- (2008) Ritmo Ritual e Responsa ao Vivo
- (2012) Música Popular Caiçara
- (2021) Chegou Quem Faltava